# Turbinicarpus jauernigii
Turbinicarpus jauernigii es una especie fanerógama perteneciente a la familia Cactaceae. Es un cactus con un solo tallo de forma globosa, con pequeños puntitos de color claro con pelos, mide hasta 2 cm de altura y 5 cm de diámetro. Las flores son hermafroditas (perfectas), pero necesitan del polen de otras plantas para fecundarse, miden hasta 2.5 de longitud y 1.5 cm de diámetro, son de color verde pálido a café y son polinizadas por insectos alados y por hormigas. Las semillas son dispersadas por animales, el viento y el agua. Se reproduce varias veces durante su vida (estrategia de reproducción policárpica).

## Clasificación y descripción
Es una planta perenne con tallos globosos, de color verde, con pequeños puntos con pelos en la superficie del tallo, de 1 a 2 cm de altura, y de 2.5 a 5 cm en diámetro. Tubérculos pobremente desarrollados, aplanados, redondeados. Espinas usualmente 1, blanca, con la punta oscura, erecta, rígida, de 5 a 8 mm de longitud. Plantas jóvenes algunas veces con 7 a 10 espinas radiales. Flores verde pálido a café, 2.5 cm de longitud y 1.5 cm de diámetro.

## Distribución
Esta especie es endémica de México, se localiza en los estados de San Luis Potosí y Tamaulipas.

## Hábitat
Se distribuye en un rango altitudinal que va de los 600 a los 800 m s.n.m. en zonas semiáridas.

## Estado de conservación
La extracción excesiva de ejemplares impacta a las poblaciones porque se extraen los individuos más robustos y sanos y las semillas, así que su tasa de reproducción se ve reducida. Se encuentra listada en la NOM-059-SEMARNAT-2010 en la categoría de En Peligro de Extinción (P). 
La Unión Internacional para la Conservación de la Naturaleza (UICN) no ha evaluado su estado. Este género se incluye en el Apéndice I de la CITES. En México, al ser una especie amenazada, se halla regulada bajo el Código Penal Federal, la Ley General del Equilibrio Ecológico y Protección al Ambiente, y la Ley General de Vida Silvestre.